# Aviapolis järnvägsstation
Aviapolis järnvägsstation (finska: Aviapoliksen rautatieasema) är en ny underjordisk järnvägsstation i Aviapolis, Vanda. Stationen togs i bruk 1 juli 2015. Den trafikeras av pendeltågslinjerna I och P.